# La Femme au masque de fer
Pour plus de détails, voir Fiche technique et Distribution.
La Femme au masque de fer (Lady in the Iron Mask) est un film américain réalisé par Ralph Murphy, sorti en 1952.

## Fiche technique
- Titre original : Lady in the Iron Mask
- Titre français : La Femme au masque de fer
- Réalisation : Ralph Murphy
- Scénario : Jack Pollexfen (en) et Aubrey Wisberg (en) d'après Le Vicomte de Bragelonne d'Alexandre Dumas
- Direction artistique : Martin Obzina (en)
- Photographie : Ernest Laszlo
- Montage : Bruce B. Pierce
- Musique : Dimitri Tiomkin
- Pays de production : États-Unis
- Format : Couleurs - 1,37:1
- Genre : aventure
- Durée : 78 minutes
- Date de sortie : 1952

## Distribution
- Louis Hayward : D'Artagnan
- Patricia Medina : Princesse Anne / Louise
- John Sutton : Duc de Valdac
- Steve Brodie : Athos
- Alan Hale Jr. : Porthos
- Judd Holdren : Aramis
- Hal Gerard : Philipe d'Espagne
- Lester Matthews : Premier Ministre Rochard
- John Dehner : Comte de Fourrier
- Robert Bice
- Gavin Muir